# Primera División de Barbados 2018
La Primera División de Barbados 2018 fue la edición número 42 de la Primera División de Barbados.

## Formato
En el torneo participarán doce dividido en 2 grupos de 6 equipos, ambos grupos juegan entre sí mediante un sistema todos contra todos totalizando 16 jornadas en ambos grupos así como los equipos; al término 1 equipo de cada grupo avanzarán a la final, donde el campeón; de cumplir con los requisitos establecidos se clasifica a la CONCACAF Caribbean Club Shield 2019, mientras que los segundos de cada grupo jugarán por el tercer lugar; en tanto los últimos de cada grupo descenderán a la Segunda División de Barbados, mientras que los penúltimos se jugarán el play-off de relegación.

## Equipos participantes
| Pos.   | Equipo                    |
| ------ | ------------------------- |
| 1      | Weymouth Wales            |
| 2      | Barbados Defense Force SC |
| 3      | Rendezvous FC             |
| 4      | Paradise FC               |
| 5      | Notre Dame SC             |
| 6      | UWI Blackbirds FC         |
| 7      | Ellerton FC               |
| 8      | Brittons Hill             |
| 9      | Waterford Compton FC      |
| 1 (SD) | Empire Club               |
| 2 (SD) | Porey Springs United FC   |
| 3 (SD) | Silver Sands FC           |

### Asecensos y descensos
| Pos. | Ascendidos de Segunda División 2017 |
| ---- | ----------------------------------- |
| 1    | Empire Club                         |
| 2    | Porey Springs United FC             |
| 3    | Silver Sands FC                     |

| Pos. | Descendido de Primera División 2017 |
| ---- | ----------------------------------- |
| 10   | Belfield SC                         |

## Tabla de posiciones
Actualizado el 14 de junio de 2018.

### Grupo A
| Pos. | Equipo          | PJ | PG | PE | PP | GF | GC | DG  | Pts. | Clasificado a               |
| ---- | --------------- | -- | -- | -- | -- | -- | -- | --- | ---- | --------------------------- |
| 1    | Weymouth Walesn | 16 | 14 | 2  | 0  | 50 | 6  | +44 | 44   | Final                       |
| 2    | Paradise SC     | 16 | 10 | 2  | 4  | 42 | 16 | +26 | 32   | Partido por el tercer lugar |
| 3    | Brittons Hill   | 16 | 9  | 2  | 5  | 27 | 15 | +12 | 29   |                             |
| 4    | Empire Club     | 16 | 8  | 2  | 6  | 35 | 30 | +5  | 26   |                             |
| 5    | Notre Dame SC   | 16 | 8  | 0  | 8  | 28 | 30 | -2  | 24   | Play-off de relegación      |
| 6    | Silver Sands FC | 16 | 3  | 2  | 11 | 17 | 53 | -36 | 11   | Segunda División 2019       |

### Grupo B
| Pos. | Equipo                    | PJ | PG | PE | PP | GF | GC | DG  | Pts. | Clasificado a               |
| ---- | ------------------------- | -- | -- | -- | -- | -- | -- | --- | ---- | --------------------------- |
| 1    | Barbados Defense Force SC | 16 | 11 | 2  | 3  | 39 | 10 | +29 | 35   | Final                       |
| 2    | UWI Blackbirds FC         | 16 | 9  | 3  | 4  | 40 | 14 | +26 | 30   | Partido por el tercer lugar |
| 3    | Ellerton FC               | 16 | 6  | 3  | 7  | 30 | 22 | +8  | 21   |                             |
| 4    | Porey Springs United FC   | 16 | 1  | 6  | 9  | 22 | 50 | -28 | 9    |                             |
| 5    | Waterford Compton FC      | 16 | 0  | 4  | 12 | 16 | 55 | -39 | 4    | Play-off de relegación      |
| 6    | Rendezvous FC (*)         | 16 | 1  | 4  | 11 | 22 | 67 | -45 | -5   | Segunda División 2019       |

(*) El Rendezvous FC Se le restaron 12 puntos

## Juego por el Tercer Lugar
Actualizado el 5 de julio de 2018.
| Local       | Resultado | Visitante         | Fecha      |
| ----------- | --------- | ----------------- | ---------- |
| Paradise SC | 2 - 3     | UWI Blackbirds FC | 8 de julio |

## Final
Actualizado el 5 de julio de 2018.
| Local          | Resultado | Visitante                 | Fecha      |
| -------------- | --------- | ------------------------- | ---------- |
| Weymouth Wales | 2 - 1     | Barbados Defense Force SC | 8 de julio |

## Play-off de Relegación
Actualizado el 5 de julio de 2018.
| Local                | Resultado | Visitante            | Fecha      |
| -------------------- | --------- | -------------------- | ---------- |
| Waterford Compton FC | 0 - 5     | Notre Dame SC        | 5 de julio |
| Notre Dame SC        | 10 - 1    | Waterford Compton FC | 8 de julio |

| Notre Dame SC Se mantiene en la Primera División | Waterford Compton FC Desciende a la Segunda División |